# Europejska Olimpiada Społeczno-Prawna
Europejska Olimpiada Społeczno-Prawna (EOSP) – olimpiada przedmiotowa z zakresu wiedzy o Unii Europejskiej, wiedzy o społeczeństwie oraz podstaw polskiego i europejskiego prawodawstwa.
Organizatorami olimpiady są:
- Europejska Wyższa Szkoła Prawa i Administracji w Warszawie
- Instytut Nauk Prawnych Polskiej Akademii Nauk
- Oddział Warszawski Zrzeszenia Prawników Polskich

Skierowana jest dla uczniów drugich i trzecich (maturalnych) klas liceum. Jest jedyną polską olimpiadą, której finał odbywa się w Brukseli.
Organizowana jest od roku szkolnego 2003/2004. 

## Komitet Główny EOSP
| Funkcja                               | Osoba                                       | Instytucja naukowa / Pełniona funkcja |
| ------------------------------------- | ------------------------------------------- | --- |
| Przewodniczący Komitetu Głównego      | prof. dr hab. Jerzy Wiatr                   | Rektor EWSPA Katedra Nauk Społecznych EWSPA                                                                                                   |
| Przewodniczący Komisji Egzaminacyjnej | dr Przemysław Saganek                       | Prodziekan Wydziału Prawa EWSPA Katedra Prawa Europejskiego i Międzynarodowego EWSPA, Instytut Prawa Europejskiego i Międzynarodowego INP PAN |
| Członkowie KG/KE                      | SSN Tadeusz Szymanek                        | Prorektor EWSPA Katedra Prawa Cywilnego EWSPA                                                                                                 |
|                                       | dr Barbara Bajor                            | Dziekan Wydziału Prawa EWSPA Katedra Prawa Cywilnego EWSPA Katedra Prawa Cywilnego INP PAN                                                    |
|                                       | dr Dariusz Czajka                           | Prezes Zrzeszenia Prawników Polskich – Oddział w Warszawie Katedra Prawa Cywilnego EWSPA                                                      |
|                                       | prof. dr hab. Władysław Andrzej Czapliński  | Katedra Prawa Międzynarodowego i Europejskiego EWSPA Katedra Prawa Międzynarodowego i Europejskiego INP PAN                                   |
|                                       | Generał Broni prof. dr hab. Józef Buczyński | Katedra Nauk Społecznych EWSPA |
|                                       | mgr Rafał Kownacki                          | Katedra Prawa Międzynarodowego i Europejskiego EWSPA Katedra Prawa Międzynarodowego i Europejskiego INP PAN                                   |

## Tematy specjalne poszczególnych edycji
| Nr   | Rok szkolny | Temat Specjalny                                                                                     |
| ---- | ----------- | --------------------------------------------------------------------------------------------------- |
| IV   | 2007/2008   | Zjednoczeni w różnorodności -Parlament Europejski                                                   |
| V    | 2008/2009   | Stosunki międzynarodowe w XX wieku                                                                  |
| VI   | 2009/2010   | Układy z Schengen i ich wpływ na współpracę w zakresie spraw wewnętrznych i wymiaru sprawiedliwości |
| VII  | 2010/2011   | Unia Europejska wobec wyzwań związanych ze zmianami klimatycznymi.                                  |
| VIII | 2011/2012   | Wspólna polityka rolna.                                                                             |
| IX   | 2012/2013   | Wspólna polityka zagraniczna i bezpieczeństwa Unii Europejskiej..                                   |

## Organizacja olimpiady
Olimpiada jest trzyetapowa.

### Etap I (badawczy)
- Polega na napisaniu eseju na jeden z tematów podanych przez Komitet Główny EOSP w danej edycji olimpiady.

Rozgrywany w listopadzie (termin nadsyłania prac)

### Etap II (warszawski)
Rozgrywany w grudniu (Do roku szkolnego 2009/2010 rozgrywany na początku stycznia.), trwa dwa dni.
Etap podzielony jest na dwa podetapy:
- pisemny

Uczeń rozwiązuje test składający się z 40 pytań zamkniętych wielokrotnego wyboru oraz 2 pytań otwartych. Maksymalna liczba punktów do zdobycia w teście wynosi 50 punktów. Za każde dobrze rozwiązane pytanie zamknięte uczeń otrzymuje 1 punkt, a za otwarte 0-5 punktów.
Pytania dotyczą pełnego zakresu tematycznego danej edycji Olimpiady. Czas rozwiązania testu 60 minut.
- ustny

Do części ustnej kwalifikuje się 15 osób, które uzyskały najlepsze wyniki w części pisemnej. Uczeń odpowiada na dwa losowo wybrane pytania. Odpowiedź oceniana jest według szkolnej skali ocen. Oceny przeliczane są na punkty w stosunku: 0 – odmowa odpowiedzi, 2 – 0 pkt, 3 – 30 pkt 3+ – 33 pkt 4- – 37 pkt 4 – 40 pkt 4+ – 43 pkt 5- – 47 pkt 5 – 50 pkt 5+ – 55 pkt 6 – 60 pkt Każdy członek Komisji Egzaminacyjnej indywidualnie ocenia poziom wiedzy zaprezentowanej przez ucznia. Przewodniczący Komisji Egzaminacyjnej wyciąga średnią z ocen wystawionych przez poszczególnych członków Komisji. Średnia jest oceną ucznia za tę część etapu.
Uczeń ma do zdobycia maksymalnie 110 punktów (50 punktów za część pisemną oraz 60 punktów za ustną)

### Etap III (europejski[1])
Rozgrywany w marcu w Brukseli. Pobyt w Brukseli trwa kilka dni.
Etap europejski to pytania szczegółowe i problemowe sprawdzające przekrojowo wiedzę Olimpijczyków.
Uczeń odpowiada na trzy losowo wybrane pytania. Odpowiedź na każde pytanie oceniana jest według szkolnej skali ocen. Oceny przeliczane są na punkty w stosunku: 0 – odmowa odpowiedzi, 2 – 0 pkt, 3 – 30 pkt, 3+ – 33 pkt, 4- – 37 pkt, 4 – 40 pkt, 4+ – 43, pkt 5- – 47, pkt 5 – 50, pkt 5+ – 55, pkt 6 – 60 pkt. Każdy członek Komisji Egzaminacyjnej indywidualnie ocenia poziom wiedzy zaprezentowanej przez ucznia. Przewodniczący Komisji Egzaminacyjnej wyciąga średnią z ocen wystawionych przez poszczególnych członków Komisji.
Maksymalna liczba punktów do zdobycia – 180 pkt.
Pytania związane się z blokami tematycznymi leżącymi u podstaw zakresu programowego Olimpiady. Pierwsze podstaw prawa polskiego, drugie Unii Europejskiej, a trzecie podstaw prawa europejskiego.

## Organizacja pobytu
Do Brukseli pojedzie 10 najlepszych olimpijczyków etapu warszawskiego. W trakcie kilkudniowego pobytu w stolicy Belgii uczniowie wraz z opiekunami merytorycznymi będą mieli szansę na zwiedzenie miasta. Tradycją brukselskich wyjazdów jest także wizyta w jednej z instytucji europejskich oraz udział w wykładach prowadzonych przez praktyków prawa.

## Nagrody główne
- Nagrodą główną za zajęcie I miejsca jest indeks studenta prawa w Europejskiej Wyższej Szkole Prawa i Administracji wraz z całkowitym zwolnieniem z opłat czesnego przez cały okres studiów.
- Nagrodą za zajęcie II miejsca jest indeks studenta prawa Europejskiej Wyższej Szkoły Prawa i Administracji i zwolnienie z opłat czesnego przez półtora roku studiów.
- Nagrodą za zajęcie III miejsca jest indeks studenta prawa Europejskiej Wyższej Szkoły Prawa i Administracji i zwolnienie z opłat czesnego na pierwszym roku studiów.

### Tytuły
Tytuł Laureata Olimpiady uzyskuje pięciu najlepszych uczniów wyłonionych w trakcie Finału Europejskiego.
Tytuł Finalisty Olimpiady uzyskują uczniowie z miejsc 6-10 wyłonionych w trakcie Finału Europejskiego.
Tytuł Laureata Etapu Warszawskiego otrzymuje olimpijczyk, który zakwalifikuje się do Finału Europejskiego Olimpiady.
Tytuł Finalisty Etapu Warszawskiego otrzymuje olimpijczyk, który zakwalifikował się do części ustnej Etapu Warszawskiego, a nie zakwalifikował się do Etapu Europejskiego.